# Aurantiosporium colombianum
Aurantiosporium colombianum är en svampart som beskrevs av M. Piepenbr. 2002. Aurantiosporium colombianum ingår i släktet Aurantiosporium och familjen Ustilentylomataceae.   Inga underarter finns listade i Catalogue of Life.